# カリル・アル・ガムディ
カリル・イブラヒム・アル・ガムディ（アラビア語: خليل إبراهيم الغامدي ハリール・イブラーヒーム・アル＝ガームディー, 英: Khalil Ibrahim Al Ghamdi, 1970年9月2日 - ）はサウジアラビア出身のサッカー審判員。アラビア語、英語を話すことが出来る。副業として、リヤドで教師を務めている。2014 FIFAワールドカップの審判候補リストに名前を連ねた。

## 担当した主な国際大会

### 北京オリンピック
北京オリンピックでは1試合を担当した。
- グループC: ブラジル vs ベルギー

### FIFAクラブワールドカップ2006
FIFAクラブワールドカップ2006では2試合を担当した。
- 1回戦: オークランド・シティFC vs アル・アハリ
- 5位決定戦: オークランド・シティFC vs 全北現代モータース

### アフリカネイションズカップ2010
アフリカネイションズカップ2010では、唯一の非アフリカ人審判として1試合を担当した。
- グループD: カメルーン vs ザンビア

### 2010 FIFAワールドカップ
2010 FIFAワールドカップでは2試合を担当した。
- グループA: フランス vs メキシコ
- グループH: チリ vs スイス

## エピソード
2012年6月12日、2014 FIFAワールドカップアジア最終予選のオーストラリア対日本戦の主審を務めた。日本は恣意的な判定により、内田篤人がPKをとられ、そのシュートが決まり、勝ち点3を逃すことになった。この試合では、1-1の同点での後半ロスタイムにも日本にチャンスとなるFKを与えたが、本田圭佑がボールをセットする途中で試合終了の笛を鳴らすなど、最後まで疑問の残る試合となった。
FIFAワールドカップ 南アフリカ大会でも主審を務めたがチリ対スイス戦でイエローカードを9枚、レッドカードを1枚出した。フランス対メキシコ戦ではイエローカードを6枚提示した。同年のAFCチャンピオンズリーグ2010の川崎フロンターレ対メルボルン・ビクトリーFC戦でもイエローカードを9枚、レッドカードを2枚出している。